# 陸海軍刑法ノ適用ニ関スル法律
陸海軍刑法ノ適用ニ関スル法律（りくかいぐんけいほうのてきようにかんするほうりつ、明治28年4月2日法律第27号）は、陸軍刑法および海軍刑法に規定する刑罰の適用の特例に関する日本の法律である。
第8回帝国議会において成立し、1895年4月2日に公布された。本法は特段廃止の措置はなされていないが、陸軍刑法および海軍刑法が1947年5月3日に廃止されたことから、最長でも同日をもって実効性を喪失したこととなる。所管は、陸軍省および海軍省の共管である。

## 概要
本節では本法の概要を説明する。なお、本節において単に陸軍刑法及び海軍刑法という場合、それぞれ明治14年太政官布告第69号及び明治14年太政官布告第70号を指すこととする。

### 背景及び立法趣旨
陸軍刑法及び海軍刑法並びにそれらに関連する法体系の整備については、1872年に兵部省から陸海軍刑律が制定され、1881年に陸軍刑法、海軍刑法として別々に制定された後、陸軍、海軍共に別々に行われてきた。
陸軍における刑事実体法たる陸軍刑法においては、1881年に明治14年太政官布告第69号として制定され、本法施行前までに2度改正が行われた。また、陸軍における刑事手続法たる陸軍治罪法においては、1883年に明治16年太政官布告第24号として制定され、1888年に明治21年法律第2号により全部改正が行われた。
一方海軍においては、刑事実体法たる海軍刑法を、1881年に明治14年太政官布告第70号として制定され、本法施行前に4度改正が行われた。また、海軍における刑事手続法たる海軍治罪法においては、1884年に明治17年太政官布告第8号として制定され、1889年に明治22年法律第5号により全部改正され、さらに本法施行前までに1度改正が行われた。
このように陸海軍共に個別に法体系の整備が行われたきたが、これまで陸海軍が共同して行うほど大規模な実戦もなく、また陸海軍が共存する軍事機関の整備もまだ進んでおらず、実務上特段問題が生じることはこれまでなかった。
時代を下るにつれ、陸軍参謀本部条例、海軍軍令部条例、大本営条例等陸海軍が共存する軍事機関の整備がすすみ、さらに日清戦争等陸海軍が共同して軍事行動を行う機会がでてきた。しかし陸海軍刑法における想定では、同じ軍に所属するものに対して処罰を行うものであって、他の軍に所属するものに対して陸海軍刑法いずれも処罰を行うことができない。このような状態を認めると、軍内の紀律が乱れることになり、もって国家の安寧に影響を及ぼすこととなるため、政府は、他の軍の軍務を行う、又は陸海軍が共同して軍務を行う際の陸軍刑法及び海軍刑法の適用に関する特別法として、本法を制定することとした。

### 逐条解説
本法は、全3条で構成されている。本節では個々の条文について解説を行っていく。

#### 第1条
本法第1条では、本法の趣旨を条文化したものである。これまで、陸軍刑法及び海軍刑法は各軍内での事件について処罰を行うことを前提に制定されているため、陸軍軍人が海軍に勤務しその軍務を行っているとしても、陸海軍刑法では犯行の主体として規定される軍人を当該軍の軍人としていることから、陸海軍刑法共に適用することができなかった。
そのため、本条では、陸軍軍人が海軍の勤務に服する場合、海軍軍人が陸軍の勤務に服する場合又は陸海軍軍人共に陸海軍の勤務に服する場合、陸軍刑法においては海軍軍人を陸軍軍人と同視し、海軍刑法においては陸軍軍人を海軍軍人と同視することとした。
ここで、海軍刑法第123条の艦船商貨積載罪を事例として本条の適用について説明する。本刑罰は海軍軍人が無断で艦船に商貨を積載することを禁止し軍内の紀律を正すことを目的としているが、陸軍軍人が海軍の勤務に服する場合においては、これまで、陸軍刑法に本刑罰がなく、また本刑罰は海軍軍人を主体とする真正身分犯であることから海軍刑法は適用できず、たとい陸軍軍人が犯行を行ったとしても罰することができなかった。しかし、本条が適用されることで当該陸軍軍人は海軍刑法上海軍軍人と同視されることとなるため、海軍軍人と同様に艦船商貨積載罪が適用されることとなる。（例1参照）

#### 第2条
本法第2条では、本法第1条の適用により陸海軍刑法共に適用することとなる場合、1つの犯行について2度処罰されることを回避するため、その整理方法を条文化したものである。そのため本条では、本法第1条の適用により陸海軍刑法共に適用することとなる場合、犯行の主体が陸軍軍人であるときは陸軍刑法を、犯行の主体が海軍軍人であるときは海軍刑法を適用することとした。
ここで、2つの事例を用いて、本条の適用について説明する。
1点目は、陸軍刑法第126条及び海軍刑法第110条の政治活動禁止罪である。本刑罰は軍人の政治活動を禁止するものとして陸海軍刑法それぞれに規定されている。海軍の勤務に服する陸軍軍人が当該犯行を行った場合、従前では陸軍刑法の条項により罰せられるところ、仮に本法第1条のみが適用されるとすると、海軍刑法においても当該陸軍軍人は海軍軍人と同視されることとなり、海軍刑法でも罰せられることとなる。そのため本条を適用することで、当該犯行においては陸軍刑法が適用されることとなる。（例2参照）
2点目は、陸軍刑法129条及び海軍刑法第134条の共同逃亡罪である。本刑罰は、軍人4名以上の徒党を組んでの逃亡を禁止するものとして陸海軍刑法それぞれに通常の逃亡罪より重く罰するよう規定されている。陸海軍軍人が共に陸海軍の勤務に服する場合、陸軍軍人2名及び海軍軍人2名で当該犯行を行った場合、従前では陸海軍刑法それぞれにおける軍人は2名であることから共同逃亡罪の構成要件に該当せず個別の逃亡罪として罰することしかできなかったが、仮に本法第1条のみが適用されるとすると、陸軍刑法においては陸軍軍人2名及び陸軍軍人と同視される海軍軍人2名で、海軍刑法においては海軍軍人2名及び海軍軍人と同視される陸軍軍人2名で当該刑罰の構成要件が満たされ、当該犯行を行った4名全員が陸海軍刑法それぞれで罰せられることとなってしまう。そのため本条を適用することで、当該犯行を行った陸軍軍人においては陸軍刑法を、当該犯行を行った海軍軍人においては海軍刑法がされることとなる。（例3参照）

#### 第3条
本法第3条では、犯行の主体の範囲を条文化したものである。単に軍人といっても、将校から軍属、さらに軍務を補助する者と、解釈によりその範囲が異なってくるから、本条では、陸海軍刑法において規定する軍人及びこれと同視する者とした。

## 制定
本法は、前節により制定する必要があったため、陸軍大臣及び海軍大臣である西郷従道の名により閣議請議が行われた。審査の結果、本案は閣議決定され、大日本帝国憲法第38条により1895年2月18日に帝国議会に協賛を経るため提出された。

### 帝国議会での協賛
本案は、最初に衆議院において審議され、その後貴族院にて審議された。

#### 衆議院
1895年2月22日に衆議院において本案は、議事日程第一として本会議において第一読会が開始された。最初に陸軍省軍務局第二軍事課長歩兵中佐である竹内正策政府委員より立法趣旨について述べられた後、衆議院議員山田泰造より2問の質疑が行われ、その後議長指名による特別委員会に本法は付託されることとなった。
同年2月25日午前11時30分より開会された陸海軍刑法ノ適用ニ関スル法律案特別委員会では、委員長及び理事の互選が行われた。また、同年2月28日午前10時より開会された本特別委員会では、深山委員より一問の質疑が行われた後に議決が行われ、本案は原案通り可決し、同日午前11時30分に散会した。
| 役職     | 官職       | 氏名       | 2月25日出席 | 2月28日出席 |
| -------- | ---------- | ---------- | ----------- | ----------- |
| 委員長   | -          | 江原素六   | ○           | ○           |
| 理事     | -          | 大島信     | ○           | ○           |
| 委員     | -          | 島田孝之   | ×           | ○           |
| 委員     | -          | 中島又五郎 | ○           | ○           |
| 委員     | -          | 深山聳峮   | ○           | ○           |
| 委員     | -          | 秋保親兼   | ○           | ×           |
| 委員     | -          | 橋本久太郎 | ×           | ×           |
| 委員     | -          | 川越進     | ×           | ×           |
| 政府委員 | 海軍省主理 | 中村有年   | -           | -           |
| 政府委員 | 陸軍省理事 | 志水小一郎 | -           | -           |

第一読会の続きとして同年3月11日に本会議に特別委員会報告がなされた本案は、衆議院議員吉本栄吉の動議により読会を省略し、直ちに決議が行われ、異議なく可決された。

#### 貴族院
1895年3月11日に衆議院を通過した本案は、同日貴族院へ送付され、第一読会として本会議による審議が開始され、政府委員竹内正策より立法趣旨が述べられた後、貴族院議員男爵小沢武雄及び名村泰蔵よりいくつか質疑が行われ、貴族院議員長谷川貞雄の動議により、本案の審査を議長が選任する特別委員会に付託されることとなった。
同年3月16日午後3時より開会された陸海軍刑法ノ適用ニ関スル法律案特別委員会では、委員長及び副委員長の互選が行われた後、いくつか質疑が行われ、本案は原案通り可決し、同日午後4時に散会した。
| 役職       | 爵位又は官職                     | 氏名       |
| ---------- | -------------------------------- | ---------- |
| 委員長     | 子爵                             | 谷干城     |
| 副委員長   | -                                | 名村泰蔵   |
| 委員       | 子爵                             | 宍戸璣     |
| 委員       | 子爵                             | 山口弘達   |
| 委員       | 子爵                             | 内藤政共   |
| 委員       | -                                | 山川浩     |
| 委員       | -                                | 長谷川貞雄 |
| 政府委員   | 海軍次官                         | 伊藤雋吉   |
| 政府委員   | 陸軍省軍務局第二軍事課長歩兵中佐 | 竹内正策   |
| 出席主務官 | 陸軍省理事                       | 志水小一郎 |

第一読会の続きとして同年3月18日に本会議に特別委員会報告がなされた本案は、貴族院議員男爵小沢武雄及び子爵曾我祐準よりいくつか質疑が行われ、貴族院議員男爵小松行正の動議により読会を省略し、直ちに決議が行われ、起立者多数により異議なく可決された。

### 上奏及び裁可
貴族院議長蜂須賀茂韶は、議院法第31条により、1895年3月18日に、両院の議決を経た本案の裁可を行うよう国務大臣である内閣総理大臣伊藤博文宛てに通知を行った。これに対し内閣は、同年3月20日に本案上奏について閣議決定され、明治天皇に対し上奏されることとなった。その後、同年3月29日に立法権を有する明治天皇は本案を原案どおり裁可した。

## 制定後
本節では、本法が制定された後について説明する。

### 公布及び施行
本法は、制定後、公文式第10条に基づき、同年4月2日に官報をもって公布された。また、本法は施行に対して規定がないことから、同令第10条から第12条までの規定により、原則明治16年太政官布達第14号に規定する官報が各府県庁に到達する日数の翌日から起算して7日後に施行されることとなった。

### 実効性の喪失
その後、1908年10月1日に陸海軍刑法がそれぞれ全部改正され、本法の規定については各々新法に吸収されることとなった。ただし本法第2条の規定についてはこれまで刑罰の軽重を問わないとしていたところ、新法施行により、各新法により刑罰の軽重が等しい場合にのみ従前と同様に陸軍軍人の場合は陸軍刑法を海軍軍人の場合は海軍刑法を適用するよう規定し、刑罰の軽重がある場合は、陸海軍刑法の一般法である刑法第55条の規定を適用し、最も重い刑で処断することとなった。
| 規定                                         | 本法  | 新陸軍刑法      | 新海軍刑法      |
| -------------------------------------------- | ----- | --------------- | --------------- |
| 本軍に勤務する他軍の軍人に関する規定         | 第1条 | 第9条第1項第3号 | 第9条第1項第3号 |
| 共同作戦における他軍の軍人の行為に関する規定 | 第1条 | 第6条           | 第6条           |
| 陸海軍刑法共に適用されることとなる場合の整理 | 第2条 | 第24条          | 第19条          |
| 他軍の軍人の定義                             | 第3条 | 第15条          | 第11条          |

本法は、新法施行の際に廃止等の措置はされなかったが、法学上の原則である「後法は、前法に優先する」により、新法が適用されるものについては実効性が喪失したこととなる。その後、各新法が1947年5月17日公布(5月3日適用）のポツダム宣言の受諾に伴い発する命令に関する件に基く陸軍刑法を廃止する等の政令（昭和22年政令第52号）により廃止されたことから、最長でも同日をもって実効性は喪失したこととなる。なお本政令は、いわゆるポツダム命令であることから、法律としての効力を有している。